# Paula Pereira
Paula Pereira de Bulhões de Carvalho (ur. 28 grudnia 1967 w Salwadorze) – brazylijska aktorka.
W 1990 roku wyszła za mąż za reżysera Marcosem Schechtmanem, z którym ma dwoje dzieci.

## Filmografia
| Rok       | Tytuł          | Rola                     |
| --------- | -------------- | ------------------------ |
| 2003-2004 | Celebridade    | Vanda                    |
| 2005      | América        | Déia                     |
| 2009      | Droga do Indii | Durga                    |
| 2010      | Araguaia       | Isadora de Almeida Lutti |
| 2012-2013 | Salve Jorge    | Nilcéia Santos Ribeiro   |